# Dům Konstantina Melnikova
Dům Konstantina Melnikova je rodinný dům s ateliérem v Moskvě, jedna z předních staveb sovětské avantgardy. Zbudován byl v letech 1927-1929 pro potřeby architekta Konstantina Melnikova a jeho rodiny.
Objekt je považován za jeden z vrcholů Melnikovovy tvorby, zejména díky inovativním konstrukčním postupům, originálnímu uměleckému ztvárnění a funkční objemově-prostorové kompozici. Mimořádný je také tím, že vzniknul v době, kdy se z ideologických důvodů rodinné domy v sovětských městech nestavěly.
V současné době je v majetku města Moskvy a slouží jako muzeum. Zahrada je ve dne volně přístupná, vstup dovnitř je ovšem kvůli špatnému technickému stavu silně omezen. Jedná se o objekt kulturního dědictví federálního významu, který by v budoucnu mohl být zapsán také na seznam světového kulturního dědictví UNESCO.

## Projektování a výstavba
Melnikov snil o vlastním domě s ateliérem již během studia na Moskevském učilišti malířství, sochařství a stavitelství. Původně zamýšlel adaptovat pro své potřeby nějakou starší stavbu, dochované jsou jeho plány z let 1916-1917 na přestavbu neoklasicistního objektu v Moskvě. Již ve 20. letech však pracoval na prvních projektech novostavby rodinného domu s ateliérem. Rodina byla pro Melnikova velmi důležitá, přál si proto tvořit v domácím prostředí.
Byl to jediný projekt, kde měl Melnikov naprostou tvůrčí svobodu, neboť zde byl zároveň zákazníkem a zároveň architektem. Nejstarší projekty pracovaly s tvarem kvádru, nakonec se však rozhodl pro dva do sebe zanořené válce. S tímto tvarem začal architekt pracovat právě v roce 1927 (viz nerealizovaný projekt Domu kultury S. M. Zujeva či Klub továrny Burevestnik).
Že dokázal Melnikov v letech 1927-1929 postavit v centru Moskvy rodinný dům, je malý zázrak. V období tzv. nové ekonomické politiky se aktivně podporovala výstavba domů-komun, individuální bydlení bylo naopak potlačováno. Melnikov za to vděčí shodě několika okolností. Jednak byl na konci 20. let na vrcholu slávy, když celosvětově proslavil nový stát vynikajícím pavilonem na mezinárodní výstavě v Paříži v roce 1925 (oceněn zlatou medailí). Jednak byl v té době zahrnut zakázkami, disponoval tedy dostatečným množstvím finančních prostředků (stavělo se výhradně na náklady architekta). Velkou roli však sehrálo i to, že dům neprezentoval jako svou osobní rezidenci, ale jako experiment s kruhovou kompozicí, která by v budoucnu mohla být využita u domů-komun. Jedním z hlavních argumentů pro kruhový tvar bylo to, že při stejné užitné ploše má kruhový dům znatelně menší obvod zdí, dochází tak k úspoře stavebního materiálu (jehož byl v porevolučním SSSR citelný nedostatek).
Konečná varianta projektu byla potvrzena 19. června 1927, ovšem vnitřní dispozice se ještě během výstavby upřesňovala. Aby bylo pro stavitele srozumitelnější, co přesně architekt chce, zhotovil rozměrnou maketu domu.
|                        |  |                              |  |                                |
| Schválený projekt domu |  | Struktura stropní konstrukce |  | Melnikov s manželkou na stavbě |

Dům je originální nejenom svým vzhledem, ale i použitými stavebními technologiemi, z nichž několik bylo záhy patentováno. Jedná se především o konstrukci vnější zdi s pravidelnými otvory, které vytváří mřížku (celkem je ve fasádě 124 takových otvorů). Některé otvory byly osazeny okny (60), většina však byla zaplněna stavebním odpadem. Tento postup umožnil jednak výrazně snížit náklady na stavbu (z pozemku prý nebylo odvezeno ani jedno kolečko suti), jednak toto řešení umožnilo podle potřeby měnit polohu oken, aniž by se narušovala nosná zeď. Navíc byla hmotnost stavby rovnoměrně rozložena, nebylo tak potřeba použít žádné nosné sloupy či trámy. Bývá proto někdy přirovnáván k americkému architektu Buckminsteru Fullerovi, daleko blíže však má k Vladimiru Šuchovovi, autorovi Šuchovovy věže, se kterým Melnikov úzce spolupracoval a jehož práci dobře znal. Melnikov zde vlastně aplikuje Šuchovovu metodu úspory materiálu pomocí zvláštní konstrukce pláště na cihlový dům.
Originální bylo také řešení stropní konstrukce, které opět umožnilo úsporu materiálu. Zhotovena je z dřevěných prken, sestavených do tvaru velké mříže, tvořící pravidelné čtverce o hraně 0,5 m, které jsou z obou stran zakryty dalšími prkny. Vznikla tak pevná konstrukce, která nevyžadovala žádné sloupy ani nosníky. Nicméně je třeba dodat, že časem se podlaha vlastní vahou poněkud prověsila.
Ačkoliv Melnikov původně neplánoval dům podsklepit, při kopání základů byl však na místě odhalen sklep původního domu, architekt se jej proto rozhodl využít pro technické zázemí.

## Objemová kompozice

### Architektonické řešení
Dům je tvořen dvěma různě vysokými válci stejného průměru, které jsou jeden do druhého ponořené na hloubku třetiny poloměru. Půdorys tak připomíná číslici 8. Nižší z válců je zakončený terasou, na kterou se vstupuje z ateliéru v nejvyšším patře druhého válce.
Ze strany obrácené do ulice je nižší válec seříznutý, nachází se zde jediný vchod do domu a nad ním obrovské okno přes celou výšku druhého podlaží (za ním se nachází obývací pokoj). Nad tímto oknem stojí nápis: KONSTANTIN MELNIKOV ARCHITEKT.
|                          |  |                         |  |                                  |
| Fasáda směrem do zahrady |  | Melnikovova axonometrie |  | Maketa znázorňující průřez domem |

Zbytek fasády je tvořen hladkou zdí s celkem 57 šestihrannými vertikálními okny, které vytváří jedinečný ornament. Okna jsou přitom uspořádána do pásů (odpovídajících struktuře nosných zdí), které odpovídají patrům - první dva pásy odpovídají prvním dvěma patrům, vrchní tři pásy třetímu patru. Mezi prvním a druhým pásem oken je přitom širší mezera. Okenní rámy nejsou ve všech výškách stejné, jsou zde tři různé typy: jeden v prvním pásu, druhý ve druhém a ve čtvrtém, třetí ve třetím a pátém pásu oken.
Budovu je těžké přiřadit k nějakému konkrétnímu architektonickému stylu. Někdy se hovoří o duchu konstruktivismu či funkcionalismu, nicméně dům je natolik jedinečný, že v něm nelze nalézt prakticky žádné typické prvky těchto směrů. Navíc sám Melnikov se proti takovýmto kategorizacím ostře vymezoval.

### Uspořádání interiérů

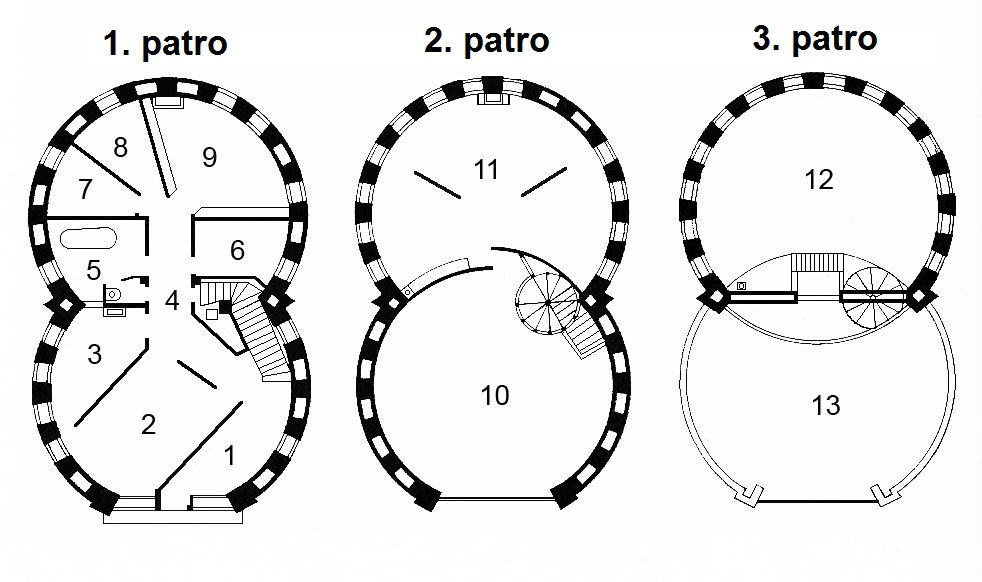
1 — předsíň, 2 — jídelna, 3 — kuchyň, 4 — chodba, 5 — koupelna a záchod, 6 — pracovna paní domu, 7,8 — dětské pokoje, 9 — šatna, 10 — obývací pokoj, 11 — ložnice, 12 — ateliér, 13 — terasa

Vnitřní dispozice je funkčně velmi dobře promyšlená, byť je na první pohled poněkud nepřehledná. Ostatně Melnikov se údajně rád bavil tím, že nechával své hosty hádat, kolik je vlastně v domě pater. V budově se nachází 3 patra a sklep (podsklepený je pouze nižší válec). Ve sklepě se nachází úložné prostory, sklad potravin a zařízení na ohřev vzduchu, který se rozvádí do celého domu a kterým se vytápí.
V prvním patře je situována předsíň (6,3 m²), jídelna (17 m²), kuchyň (7 m²), koupelna a záchod (7 m²), dva dětské pokoje (po 4,5 m²), šatna (11 m²), pracovna paní domu (5,4 m²) a chodba (11,7 m²).
Ve druhém patře je obývací pokoj (50 m²) a ložnice (43 m²). Obývací pokoj byl zařízen skutečně s rozmachem - obrovské okno, piano, pohovka, křeslo, velký stůl. Zde Melnikov přijímal hosty a besedoval s nimi. Kromě hlavního okna se zde nachází ještě jedno malé, jediné osmiúhelníkové na celé fasádě. Architekt si totiž při stavbě povšimnul, že jím při východu slunce pronikají paprsky vycházející nad střechu sousedního domu, nechal proto v otvoru zřídit okno. Během složitých podmínek za 2. světové války zde byla ještě přistavěna nevelká cihlová kamna, která se zachovala dodnes. Velkou pozornost věnoval Melnikov nezvykle prostorné ložnici. Zde realizoval své teorie o spánku - v rozsáhlé místnosti s 12 okny nebylo nic než 3 postele jakoby vystupující z podlahy, oddělené spíše symbolickými příčkami. Kromě postelí zde nebyl žádný nábytek, vymalováno bylo medově-zlatou barvou. Měla zde spát celá rodina, dětské pokoje byly myšleny pouze jako pracovny. Architektovy teorie o spánku se ovšem prakticky příliš neosvědčily, později proto byla ložnice na nátlak jeho manželky vybavena standardním nábytkem a stěny dokonce pokryty růžovými tapetami.
Třetí patro celé zabírá ateliér (50 m²) s 38 šestiúhelníkovými okny, díky kterými pronikalo světlo do pracovny všemi směry, a nevznikaly tak architektovi při tvorbě pod rukou stíny. Později zde pracoval Melnikovův syn Viktor, který se stal malířem, otec si zřídil ateliér v obývacím pokoji, který je rozměry téměř identický. Z ateliéru se po dřevěném schodišti vychází na terasu, kde Melnikovovi v létě s oblibou pili čaj, opalovali se či prostě odpočívali.
|         |  |               |  |         |
| Ložnice |  | Obývací pokoj |  | Ateliér |

## Další osudy budovy
Dům se již krátce po své dostavbě setkal s ostrou kritikou. V první polovině 30. let zněla zejména z úst členů Všeruské společnosti proletářských architektů, kteří hovořili o samoúčelném formálním experimentu a o buržoazních manýrech. Kritika ještě zesílila v polovině 30. let, kdy byly v Sovětském svazu oficiálně zavrhnuty avantgardní směry a nastala etapa socialistického realismu. V ní už pro avantgardní architekty nebylo místo.
Během 2. světové války byla ložnice předělána, zmizely původní postele i příčky. Bomba, která dopadla na nedaleké Vachtangovovo divadlo, tlakovou vlnou vybila všechna okna v domě, jinak stavba poškozena nebyla. Roku 1976 byla fasáda natřena na světle šedou barvu, dům tak ztratil svůj původní bílý nátěr z nehašeného vápna.

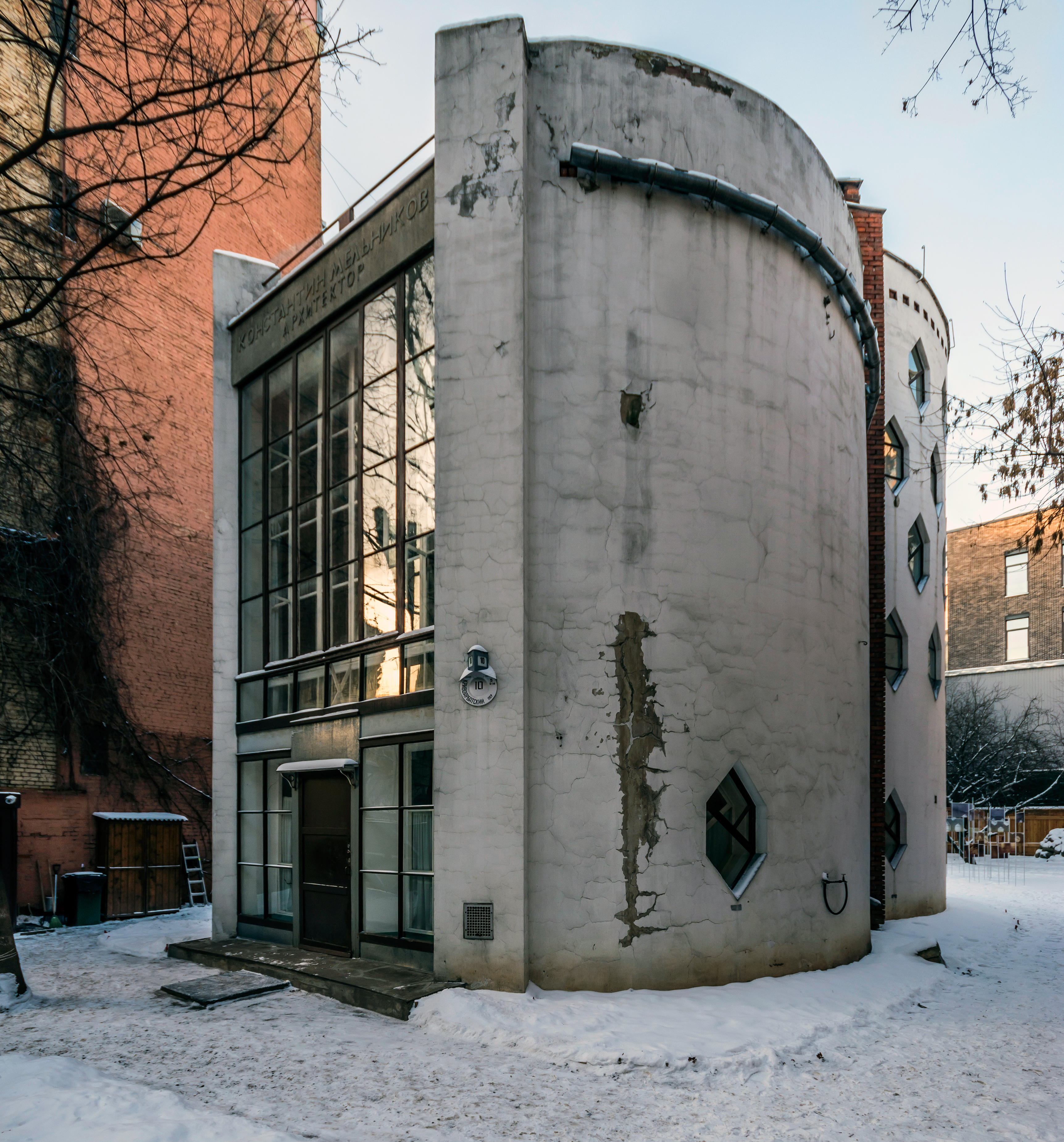
Leden 2016, na fasádě jsou patrné praskliny

V 90. letech byly provedeny restaurátorské práce (organizované Odborem ochrany památek Moskvy), které však byly velmi nekvalitní. V důsledku toho byly poničeny unikátní stropní konstrukce, objevily se praskliny na fasádě a plísně. I přes protesty obyvatelů byla rekonstrukce úředně uznána za výbornou. Dům byl také poškozen vlhkostí, neboť s pádem SSSR se v okolí rozeběhnul čilý stavební ruch. Vysoké novostavby změnily svažitost okolního terénu a budova začala vlhnout.
Špatný technický stav domu vedl k tlaku mezinárodní architektonické veřejnosti na příslušné ruské orgány, aby zajistily řádnou památkovou péči a ochranu. To však nebylo možné, neboť dům byl předmětem vleklého právního sporu. Konstantin Melnikov totiž dům odkázal svým dvěma dětem, Viktorovi a Ljudmile (mezi nimiž došlo také k vleklému soudnímu sporu o právo na užívání domu). Ljudmilinu polovinu zdědil její syn, který ji prodal senátorovi Gordějevu, jenž ji věnoval státu za účelem zřízení muzea. Velké problémy však nastaly s Viktorovou polovinou. Malíř sice původně odkázal svou polovinu (i svou malířskou tvorbu) státu za účelem zřízení muzea otce a syna Melnikovových. Později se však objevila závěť, která odkazovala Viktorovu polovinu jeho dceři Jeleně. Malíř veřejně vystoupil v televizi a prohlásil závěť za podvrh. To nezabránilo vleklým soudním sporům, které sice roku 2006 druhou polovinu přiřkly státu, avšak snahy toto rozhodnutí zvrátit neustávaly. Navíc zde byl problém s Melnikovovou vnučkou Jekatěrinou Karinskou, která v domě žila a odmítala jej opustit. Spory vyvrcholily roku 2014 tím, že starou paní pracovníci muzea nepustili zpět dovnitř, když vyšla před dům kouřit. Téhož roku zde bylo zřízeno muzeum a začaly probíhat pravidelné prohlídky.
V současnosti je dům v majetku města Moskvy a spravuje jej Muzeum architektury Ščuseva. Prohlídky jsou však silně omezené - kvůli špatnému technickému stavu chodí dovnitř pouze 5 návštěvníků denně. Stavba potřebuje komplexní rekonstrukci, kterou však znemožňují stále probíhající soudní spory o dědictví architekta Melnikova, do kterého spadá i dokumentace k budově.

## Galerie

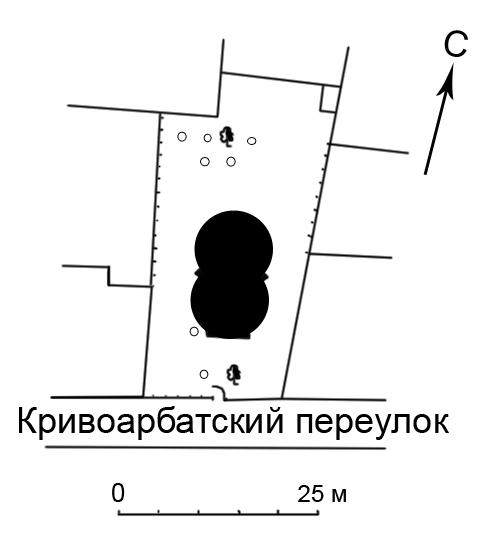
Plán pozemku
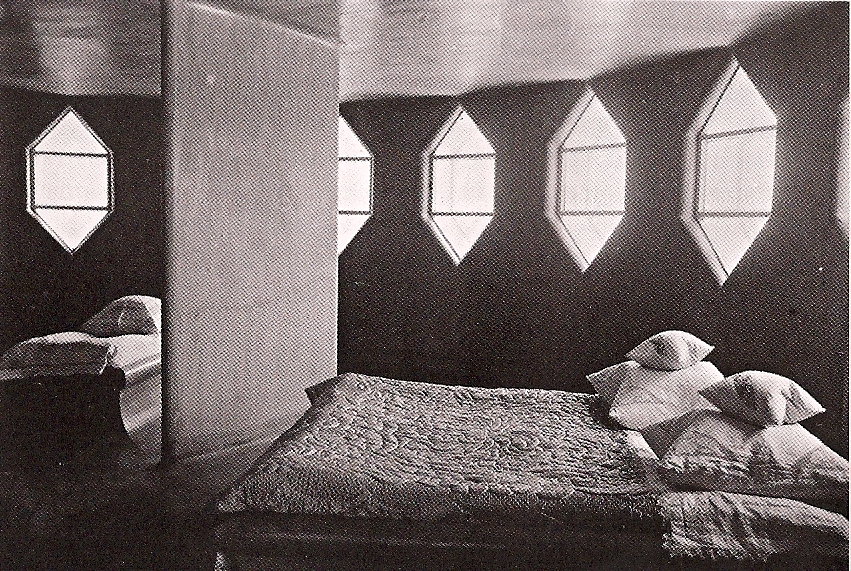
Původní podoba ložnice
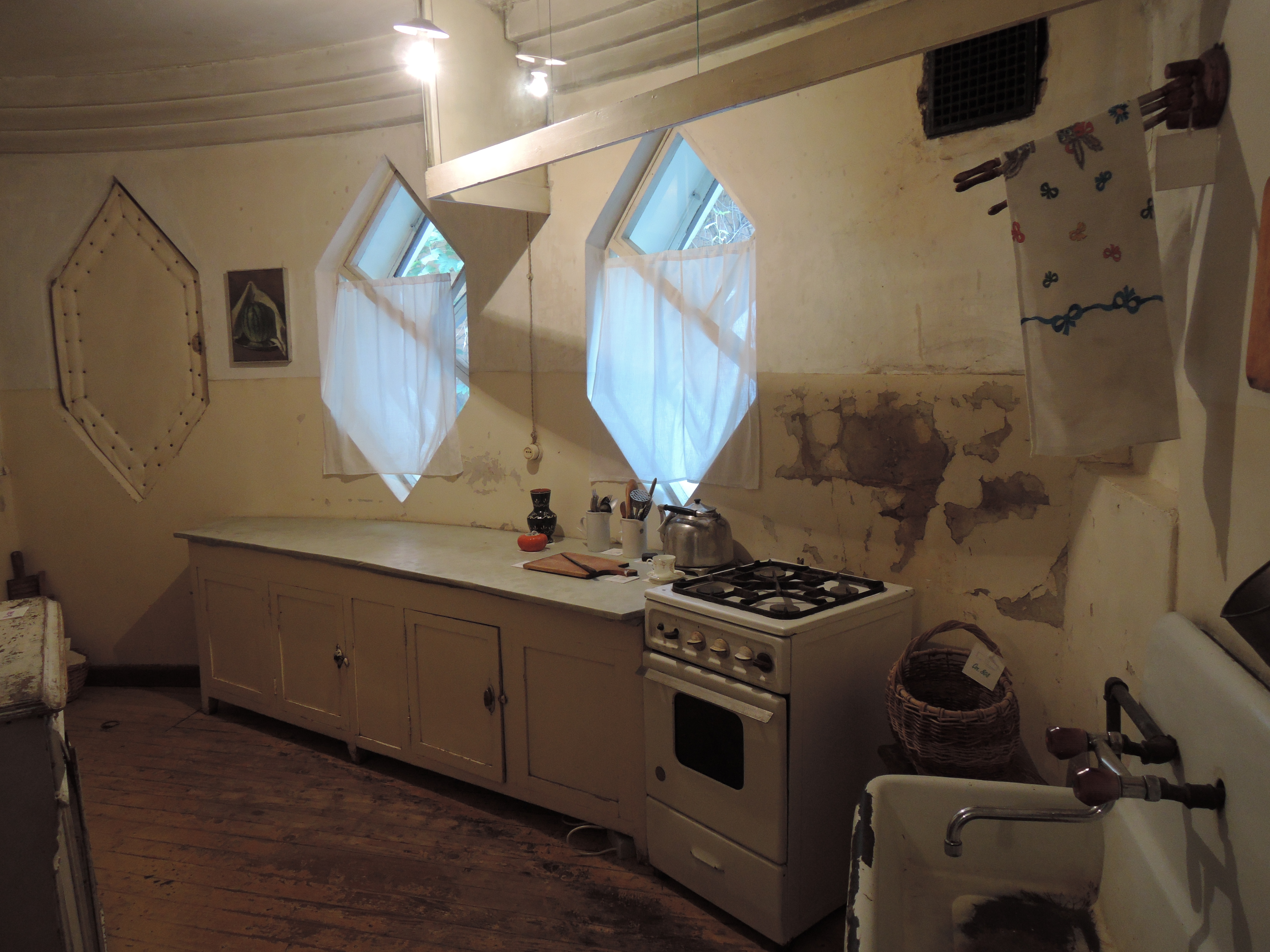
Kuchyň
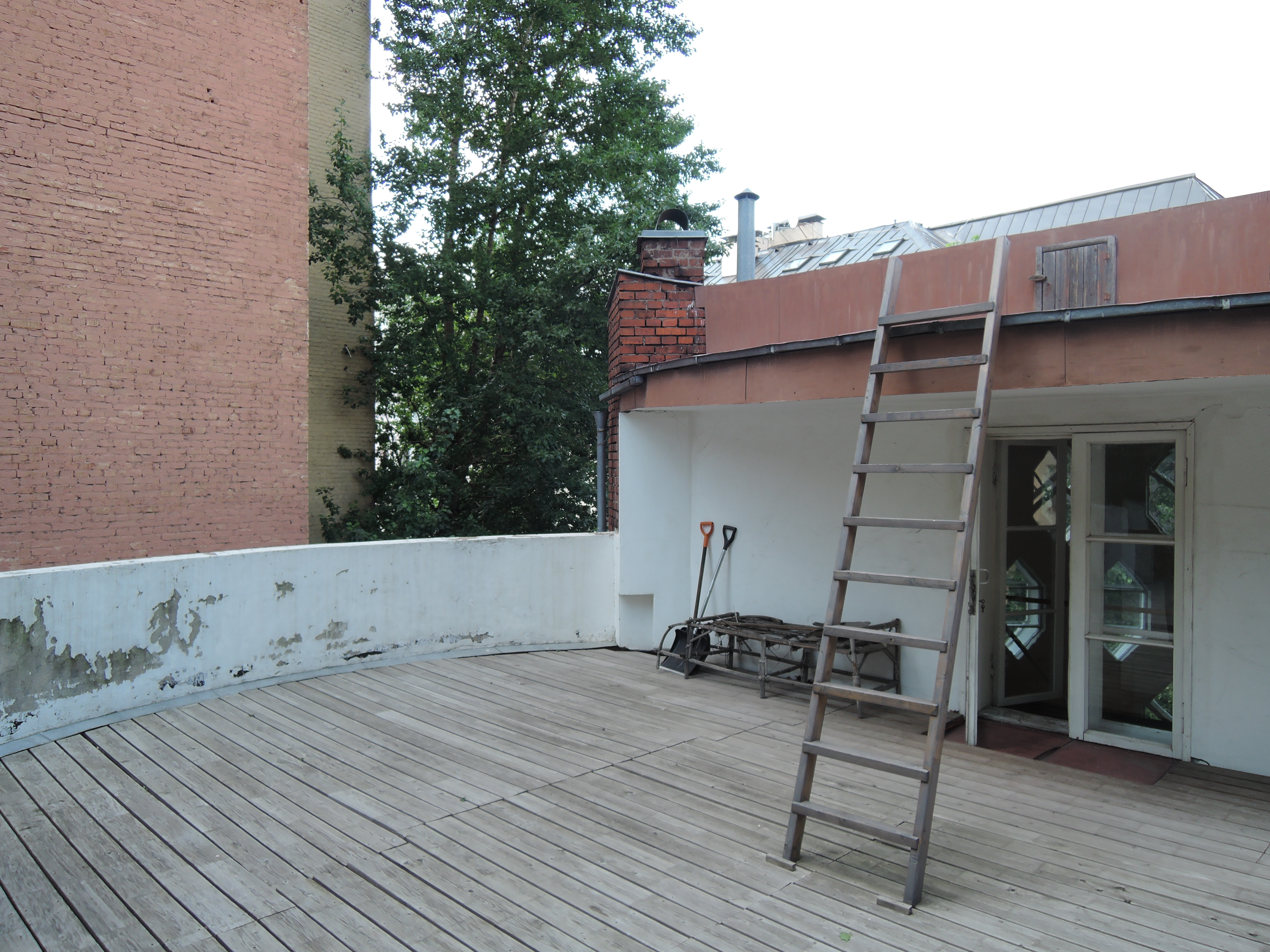
Terasa
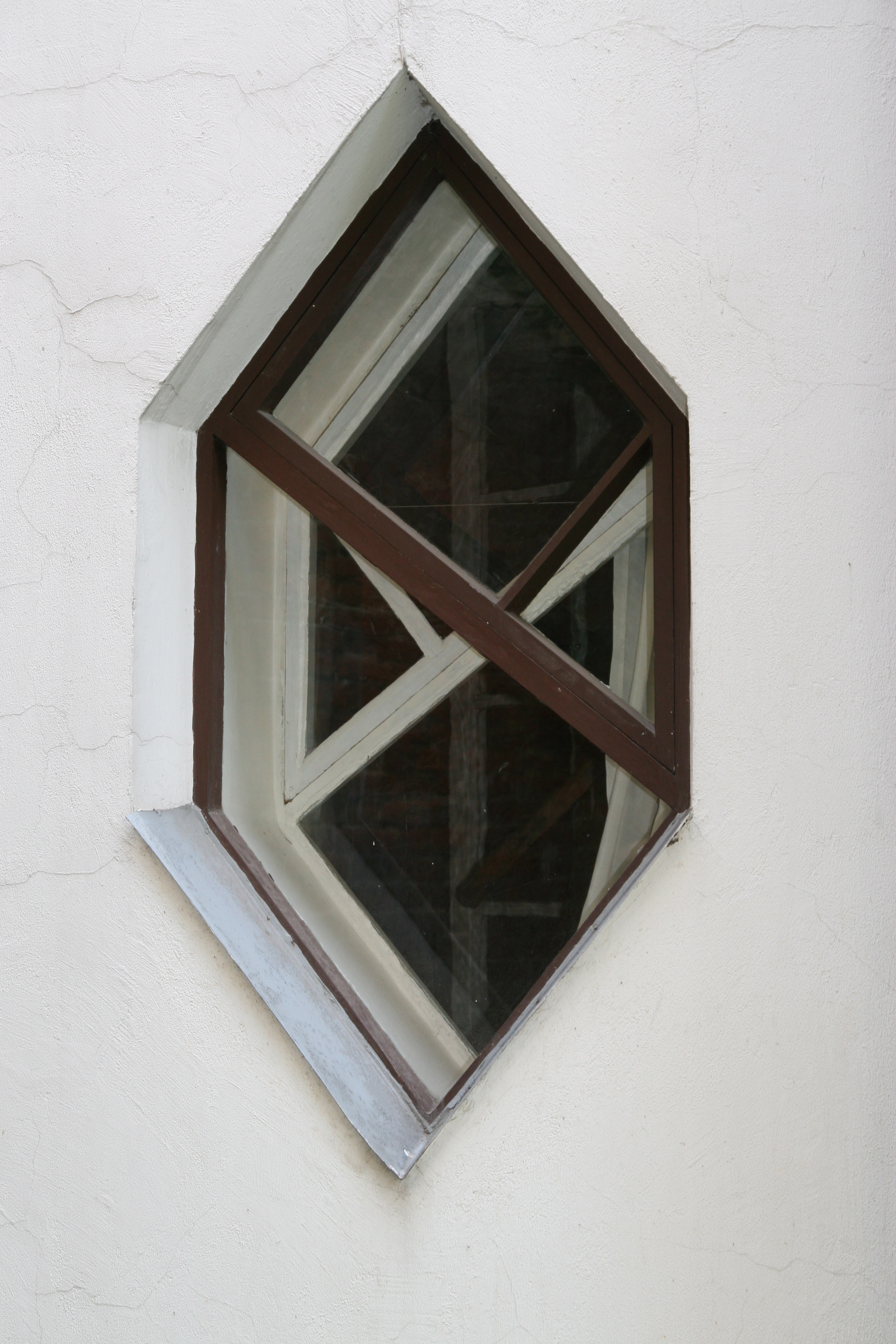
Detail okna